# Костанцана
Костанцана (итал. Costanzana) је насеље у Италији у округу Верчели, региону Пијемонт.
Према процени из 2011. у насељу је живело 798 становника. Насеље се налази на надморској висини од 130 м.

## Становништво
| 1936. | 1951. | 1961. | 1971. | 1981. | 1991. | 2001. | 2011. |
| ----- | ----- | ----- | ----- | ----- | ----- | ----- | ----- |
| 2.017 | 1.839 | 1.554 | 1.175 | 1.012 | 912   | 873   | 816   |